# Шустов, Михаил Павлович
Михаил Павлович Шустов (1 января 1915 — 5 апреля 1985) — моторист катера мостовой роты (2-й Украинский фронт), красноармеец. Герой Советского Союза.

## Биография
Родился 1 января 1915 года в посёлке Пришиб (ныне — г. Ленинск Волгоградской области).
В рядах Красной Армии с 1935 по 1938 год и с 1942 года. На фронтах Великой Отечественной войны с 1 сентября 1942 года.
4 декабря 1944 года при форсировании реки Дунай сделал 10 рейсов и переправил полк пехоты и 12 орудий.
Указом Президиума Верховного Совета СССР от 24 марта 1945 года за мужество, отвагу и героизм красноармейцу Шустову Михаилу Павловичу присвоено звание Героя Советского Союза с вручением ордена Ленина и медали «Золотая Звезда».
В 1945 году демобилизован. Жил в Волгограде. Умер 5 апреля 1985 года.